# Samuel Alexander
Samuel Alexander (6. ledna 1859, Sydney – 13. září 1938, Manchester) byl australsko-britský filozof židovského původu. Byl historicky prvním Židem, který směl vyučovat na univerzitě v Oxfordu.

## Názory
Velký vliv na utváření jeho názorů měla Einsteinova speciální teorie relativity, myšlenky čtyřrozměrné geometrie H. Minkowského, ale také mutační teorie de Vriesova. Některé Alexandrovy myšlenky anticipoval spiritualista James Ward.
Byl jedním z významných stoupenců novorealismu a teorie emergentní evoluce, která byla jeho klíčovým konceptem. Zpočátku ho aplikoval na rodící se psychologii a otázku vědomí, později zejména na problém času a prostoru, kterážto část jeho díla, označovaná za metafyzickou a panenteistickou, ovšem časem ztratila vliv pod tlakem moderní fyziky na straně jedné a vlny britské analyticky zaměřené filozofie na straně druhé. V závěru života se věnoval estetice.